# Florentina Nedelcu
Florentina Nedelcu est une ancienne joueuse de volley-ball roumaine née le 26 mars 1976. Elle mesure 1,80 m et jouait au poste de réceptionneuse-attaquante. Elle totalise 80 sélections en équipe de Roumanie.

## Clubs
| Club                        | De        | À         |
| --------------------------- | --------- | --------- |
| VC Unic Piatra Neamț        | 2001-2002 | 2005-2006 |
| Terville Florange           | 2006-2008 | 2007-2008 |
| Le Cannet-Rocheville        | 2008-2009 | 2009-2010 |
| PA Venelles VB              | 2010-2011 | 2010-2011 |
| Nantes Volley Féminin       | 2011-2012 | 2011-2012 |
| Vandœuvre Nancy Volley-Ball | 2012-2013 | …         |

## Palmarès
- Championnat de Roumanie
  - Vainqueur : 2003.
- Coupe de Roumanie
  - Vainqueur : 2002.